# Thorbjørn Harr
Thorbjørn Harr est un acteur norvégien, né à Oslo le 24 mai 1974.

## Biographie
Thorbjørn Harr est né le 24 mai 1974, à Oslo, Norvège.

### Vie privée
Il est marié depuis 2006 à Tai Victoria Grung. Ils ont trois enfants.

## Filmographie

### Cinéma

#### Longs métrages
- 2003 : Mot Moskva de Runar Hodne : Vassi
- 2005 : Venner for livet d'Arne Lindtner Næss : Roger
- 2005 : Thomas Hylland Eriksen og historien om origamijenta : Anders
- 2006 : Nouvelle Donne (Reprise) de Joachim Trier : Mathis Wergeland
- 2006 : Miracle (Mirakel) de Thomas Kaiser : Søren
- 2007 : Mars & Vénus d'Eva Dahr : Mathias
- 2008 : De Gales hus d'Eva Isaksen : Stetson
- 2010 : Olsenbanden jr. Mestertyvens skatt d'Arne Lindtner Næss : Le directeur de la maison de retraite
- 2012 : D'une vie à l'autre (Zwei Leben) de Georg Maas et Judith Kaufmann : Bjarte Myrdal jeune
- 2012 : Inn i mørket de Thomas Wangsmo : Jan
- 2013 : Karsten og Petra blir bestevenner d'Arne Lindtner Næss: Løveungen (voix)
- 2014 : Karsten og Petra på vinterferie d'Arne Lindtner Næss : Løveungen (voix)
- 2014 : Svenskjävel de Ronnie Sandahl : Läkaren
- 2014 : Karsten og Petras vidunderlige jul d'Arne Lindtner Næss : Løveungen (voix)
- 2015 : Karsten og Petra på safari d'Arne Lindtner Næss : Løveungen (voix)
- 2016 : The Last King (Birkebeinerne) de Nils Gaup : Inge Bårdsson
- 2016 : Beyond Sleep de Boudewijn Koole : Qvigstad
- 2017 : Espen : Le Gardien de la prophétie (Askeladden i Dovregubbens hall) de Mikkel Brænne Sandemose : Le père
- 2017 : Karsten og Petra ut på tur d'Arne Lindtner Næss : Løveungen (voix)
- 2018 : Un 22 juillet (22 July) de Paul Greengrass : Sveinn Are Hanssen
- 2018 : Stockholm de Robert Budreau (en) : Christopher Lind
- 2018 : Bel Canto de Paul Weitz : Christopf
- 2019 : The Tunnel de Pål Øie : Stein
- 2019 : Togo d'Ericson Core : Charlie Olsen
- 2019 : Out Stealing Horses (Ut og stjæle hester) d'Hans Petter Moland : Un homme
- 2019 : Espen 2 (Askeladden i Soria Moria slott) de Mikkel Brænne Sandemose : Le père
- 2019 : Le mystère de Noël (Snekker Andersen og den vesle bygda som glømte at det var jul) d'Andrea Eckerbom : Le narrateur (voix)
- 2019 : Barn de Dag Johan Haugerud : Per Erik Lundemo
- 2020 : Kadaver de Jarand Herdal : Mathias
- 2021 : Tre nøtter til Askepott de Cecilie A. Mosli : Kongen
- 2022 : Full Dekning d'Arild Andresen : Tor Anders
- 2024 : Sex de Dag Johan Haugerud :

#### Courts métrages
- 2004 : Tempo d'Eva Dahr : Han
- 2009 : Elevkonsert de Jan Otto Ertesvåg : All (voix)
- 2014 : Morgenfugl og Murmeldyr på vinterferie d'Annette Saugestad Helland : Murmeldyr
- 2018 : Eple d'Yngvild Sve Flikke : Aksel

### Télévision

#### Séries télévisées
- 1988 : Guld  : Stig
- 1993 : U : un garçon
- 1995 : Lille lørdag : Un membre du gang
- 1997 : Tre på toppen : Tobias
- 2001 : Fox Grønland : Thomas Heistad
- 2002 : Lekestue : Kjell
- 2004 : Skolen : Geir Ove Kvammen
- 2006 : Gutta Boys : Kim
- 2008 - 2010 : Hvaler : Bjørn Kvisgård
- 2013 : Karsten og Petra : Løveungen
- 2013 - 2014 : Vikings : Jarl Borg
- 2013 / 2020 : Helt perfekt : lui-même
- 2014 : Younger : Anton
- 2016 : Neste Sommer : Fetter Harald
- 2018 : Kielergata : Jonas
- 2020 : Norsemen : Jarl Bjørn

#### Téléfilm
- 1989 : Frida de Berit Nesheim : Anders